# Východní království Huetarů

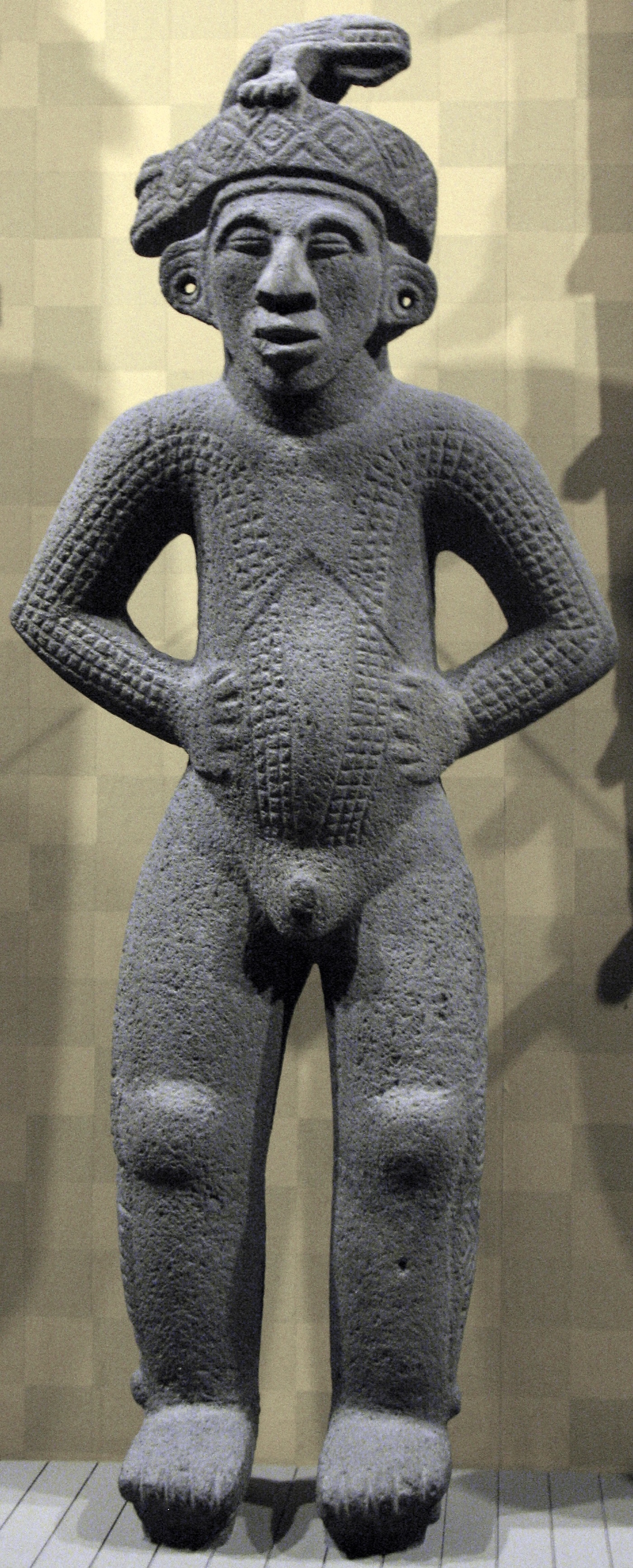
Kamenná socha huetarského původu z 16. století, Americké přírodovědné muzeum

Východní království Huetarů, zvané také Panství Guarco, bylo jedním ze dvou velkých království ležících v Centrálním údolí, v němž žila etnická skupina Huetarů. Druhým královstvím bylo Západní království Huetarů. Východní území Huetarů sahalo od břehů řeky Virilla po svahy Chirripó v Tierradentru. Území dnešního kantonu Paraiso vládli náčelníci Abituri a Turichiqui. Navíc existovaly domorodé osady v Ujarrásu a Orosí, které navštívil roku 1561 Španěl Ignacio Cota.